# رقص کوراوغلو
رقص کوراوغلو(به ترکی آذربایجانی: Koroğlu) (به انگلیسی: Koroghlu) از جمله رقص‌های فولکلوریک قدیمی مردمان آذربایجانی است.
نامگذاری این رقص به افتخار قهرمان افسانه‌ای آذربایجان کوراوغلو بوده است. آهنگ ملودی این رقص پر عظمت است. ایده این رقص دادن روحیه برای جنگ است. سرعت آن آرام و کمی تند است. در بسیاری از مناطق آذربایجان متداول است.